# Liste nationaler Eishockeymeister 2003
Diese Liste enthält die Landesmeister im Herren-Eishockey der Saison 2002/2003 bzw. 2003. Aufgeführt sind nationale Meister der Länder, die Vollmitglied der IIHF sind oder in der IIHF-Weltrangliste geführt werden. Ersatzweise wird der Gewinner der höchsten Profiliga aufgeführt, wenn ein nationaler Meister nicht explizit ermittelt wird (z. B. NHL-Gewinner in Nordamerika oder ALIH-Sieger in Ostasien).

## Deutschland, Österreich und Schweiz
| Bewerb                 | Meister bzw. Titelträger | Vizemeister | Absteiger                                                                   |
| DEL 2002/03            | Krefeld Pinguine         | Kölner Haie | Frankfurt Lions (sportlicher Absteiger) Schwenninger Wild Wings (Insolvenz) |
| Bundesliga 2002/03     | EHC Black Wings Linz     | EC VSV      |                                                                             |
| Nationalliga A 2002/03 | HC Lugano                | HC Davos    | –                                                                           |

## Europa
| Land/Meisterschaft      | Liganame                         | Meister                         | Finalgegner               |
| Belarus                 | Extraliga                        | HK Homel                        | HK Keramin Minsk          |
| Belgien                 | Eredivisie                       | Phantoms Deurne                 | Olympia Heist-op-den-Berg |
| Bosnien und Herzegowina | Bosansko Hercegovačka Hokej Liga | HK Bosna                        | HK Ilidža 2010            |
| Bulgarien               | Bulgarische Eishockeyliga        | HK Lewski Sofia                 | HK Slawia Sofia           |
| Dänemark                | Superligaen                      | Herning Blue Fox                | Odense IK                 |
| Estland                 | Meistriliiga                     | Välk 494                        | HK Narva 2000             |
| Finnland                | SM-Liiga                         | Tappara Tampere                 | Oulun Kärpät              |
| Frankreich              | Super 16                         | Dragons de Rouen                | Gothiques d’Amiens        |
| Großbritannien          | Ice Hockey Superleague 2002/03   | Belfast Giants                  | London Knights            |
| Italien                 | Serie A1                         | HC Milano Vipers                | Asiago Hockey             |
| Island                  |                                  | Skautafelag Akureyrar           | Skautafélag Reykjavíkur   |
| Jugoslawien             |                                  | HK Vojvodina Novi Sad           | HK Novi Sad               |
| Kasachstan              | Kasachische Meisterschaft        | Kaszink-Torpedo Ust-Kamenogorsk | Kasachmys Karaganda       |
| Kroatien                | Kroatische Meisterschaft         | KHL Medveščak Zagreb            | KHL Zagreb                |
| Lettland                | Lettische Eishockeyliga          | HK Riga 2000                    | HK Liepājas Metalurgs     |
| Litauen                 |                                  | Energija Elektrenai             | Garsu Pasaulis Vilnius    |
| Luxemburg               |                                  | Tornado Luxembourg              |                           |
| Niederlande             | Eredivisie                       | Boretti Tijgers Amsterdam       | Nijmegen Tigers           |
| Norwegen                | Eliteserien                      | Vålerenga Ishockey              | Storhamar Dragons         |
| Polen                   | Ekstraliga                       | Dwory S.S.A. Unia Oświęcim      | GKS Katowice              |
| Portugal                |                                  | Lissabon Pirates                |                           |
| Rumänien                | 1. Liga                          | Steaua Bukarest                 | SC Miercurea Ciuc         |
| Russland                | Superliga                        | Lokomotive Jaroslawl            | Sewerstal Tscherepowez    |
| Schweden                | Elitserien                       | Frölunda HC                     | Färjestad BK              |
| Slowakei                | Extraliga                        | HC Slovan Bratislava            | HC Košice                 |
| Slowenien               | Slowenische Eishockeyliga        | HDD Olimpija Ljubljana          | HK Jesenice               |
| Spanien                 | Superliga                        | CH Jaca                         | FC Barcelona              |
| Tschechien              | Extraliga                        | HC Slavia Prag                  | HC Moeller Pardubice      |
| Ukraine                 | Wyschtscha Liha                  | HK Sokol Kiew                   | Barwinok Charkiw          |
| Ungarn                  | Borsodi Jégkorong Liga           | Alba Volán Székesfehérvár       | Dunaferr SE               |

## Außereuropäische Ligen
| Land/Meisterschaft | Liganame                    | Meister                    | Finalgegner                 |
| Armenien           |                             | HC Dinamo Jerewan          | Schengawit Jerewan          |
| Australien         | AIHL1                       | Newcastle North Stars      | Western Sydney Ice Dogs     |
| China              |                             | Harbin A                   |                             |
| Israel             |                             | HC Ma’alot                 |                             |
| Japan              |                             | Kokudo                     |                             |
| Mongolei           |                             | Economical University      |                             |
| Neuseeland         |                             |                            |                             |
| Kanada             | Memorial Cup                | Kitchener Rangers          | Hull Olympiques             |
| Kanada             | Allan Cup                   | Ile des Chênes North Stars | Stony Plain Eagles          |
| Nordamerika        | NHL                         | New Jersey Devils          | Mighty Ducks of Anaheim     |
| Nordamerika        | AHL                         | Houston Aeros              | Hamilton Bulldogs           |
| Nordkorea          |                             | Pyongchol                  |                             |
| Südafrika          | Interprovincial Tournament1 | Krugersdorp Wildcats       |                             |
| Südkorea           |                             | Halla Winia                |                             |
| Türkei             | Superliga                   | B.B. Ankara SK             |                             |
| Vereinigte Staaten | NCAA                        | University of Minnesota    | University of New Hampshire |

1 Liga wurde vollständig im Kalenderjahr 2003 ausgetragen